# Ильинское (село, Угличский район)
Ильинское — село в Угличском районе Ярославской области России.
В рамках организации местного самоуправления является центром Ильинского сельского поселения, в рамках административно-территориального устройства — центром Ильинского сельского округа.

## Географическое положение
Расположено в 25 км к юго-востоку от центра города Углича.

## История
В 1873 году архиепископ Ярославский и Ростовский Нил (Исакович) постановил проводить каждое лето крестный ход с иконой преподобного Иринарха Затворника, от Борисоглебского монастыря «в селения Ростовского и Угличского уезда — Кондаково, Давыдово, Ивановское-на-Лехте, Андреевское, Рождествено, Глинку». Традиция была прервана в 1924 году, возобновлена в  1997 году.

### Административно-территориальная принадлежность
До 1921 года Ильинское было центром Ильинской волости Угличского уезда Ярославской губернии. В 1921 году Ильинская волость, как и весь Угличский уезд, вошла в состав Рыбинской губернии. В 1923 году Ильинское стало центром укрупнённой Калининской волости Угличского уезда Ярославской губернии.
В 1929—1944 годах село входило в Угличский район Ивановской (а с 1936 года — Ярославской) области.
С 18 декабря 1944 года по 6 марта 1959 года Ильинское было центром Ильинского района Ярославской области. С 1959 года село входит в Угличский район.

## Население
| 1859 | 2007 | 2010 |
| ---- | ---- | ---- |
| 126  | ↗585 | ↘520 |

Согласно результатам переписи 2002 года, в национальной структуре населения русские составляли 97 % от всех жителей.

## Инфраструктура
В селе имеются Ильинская средняя общеобразовательная школа (основана в 1837 году как Земское начальное народное училище), детский сад, дом культуры, участковая больница, отделение почтовой связи.

## Достопримечательности
В селе расположена действующая Церковь Илии Пророка (1787).

## Люди, связанные с селом
- Страхов, Иван Владимирович (1905―1985) ― психолог, доктор психологических наук, профессор[11]; основатель кафедры психологии Саратовского государственного педагогического института имени К. А. Федина. Родился в селе Ильинское.
- Преподобномученик Иоасаф (в крещении Никола) родился в селе Ильинском Ярославской губернии, в семье крестьянина Ивана Шахова. 13 марта тройка НКВД приговорила отца Иоасафа к расстрелу, и он был перевезен в Таганскую тюрьму в Москве. Игумен Иоасаф (Шахов) был расстрелян 22 марта 1938 года и погребен в безвестной общей могиле на полигоне Бутово под Москвой. «Жития новомучеников и исповедников Российских ХХ века. Март». Тверь. 2006. С. 114—117
- Тоскин, Кирилл Дмитриевич (1922—1999) — участник Великой Отечественной войны, хирург; Заслуженный деятель науки и техники Украины, лауреат Государственной премии Украинской ССР.